# Катастрофа при гара „Хумата“
Катастрофата при гара Хумата е железопътна катастрофа, станала около 7 часа сутринта на 29 април 1946 година близо до гара „Хумата“ в Луковитско, на железопътната линия София – Варна.
В нея се сблъскват два влака на Българските държавни железници, тъй като в нарушение на правилата за работа те не са информирани за преминаването на другия през участъка. Единият влак превозва работници от местна кариера, а другият е товарен, но към него е прикачен и един пътнически вагон. При катастрофата загиват 21 души, сред които са 7 железничари и 2 жени, а двата локомотива и повече от 20 вагона са повредени.
Фактор за катастрофата са провежданите от формиращия се тоталитарен комунистически режим политически чистки в железниците, които довеждат до назначаването на некомпетентни кадри и разстройство в организацията на работа.